# Gabriel Barbosa
Gabriel Barbosa Almeida, mer känd som Gabriel Barbosa eller Gabigol, född 30 augusti 1996, är en brasiliansk fotbollsspelare (anfallare) som spelar för Flamengo.

## Karriär
I januari 2020 värvades Gabriel av Flamengo, där han skrev på ett femårskontrakt.